# Kap Reichelderfer
Das Kap Reichelderfer ist ein rundes, hauptsächlich eisbedecktes Kap an der Wilkins-Küste des Palmerlands auf der Antarktischen Halbinsel. Es liegt etwa 6,5 km östlich des DeBusk Scarp am Westufer der Stefansson Strait.
Gesichtet wurde es am 20. Dezember 1928 bei einem Überflug durch den australischen Polarforscher Hubert Wilkins. Wissenschaftler der United States Antarctic Service Expedition (1939–1941) kartierten das Kap im Jahr 1940, verorteten es jedoch fälschlich als Kap Rymill. Korrigiert wurde dies im Jahr 1947 durch die Ronne Antarctic Research Expedition (1947–1948), deren Leiter Finn Ronne das Kap nach Francis Reichelderfer (1895–1983) benannte, dem Leiter des United States Weather Bureau.